# Malempin
Malempin est un roman de Georges Simenon paru en 1940.

## Résumé
Le docteur Malempin décide d'emmener sa famille en vacances dans le Midi. C'est son dernier jour de travail à l'hôpital et il s'affaire, excité par le départ proche. Mais de retour chez lui, il trouve Bilot, son cadet, atteint d'une diphtérie maligne. Alors qu'il veille son fils, il est frappé par le regard de l'enfant qui ne le quitte pas des yeux et se demande quel souvenir il gardera de lui plus tard. Dès lors, Malempin se met à réfléchir à son passé : comment s'est formée en lui l'image de son propre père et se pourrait-il que la même chose se reproduise avec son fils ? Il entreprend alors de revivre sa vie dans un journal qu'il commence à rédiger. 
Entrecoupé par de fréquents retours au présent qui retracent l'évolution de la maladie de Bilot, le récit de la jeunesse d'Édouard, dans la campagne charentaise, se construit peu à peu, un souvenir en suscitant un autre. C'est surtout sa mère et la famille de celle-ci qui l'ont marqué, avec le grand-oncle Tesson marié à une femme beaucoup plus jeune, Élise, à qui ses parents rendaient visite chaque dimanche à Saint-Jean-d'Angély, pour des motifs souvent intéressés. La mère Malempin, née Tesson, fille d'un notaire ruiné, répugnait à cette humiliation ; mais son mari, petit cultivateur, ne gagnait pas lourd...
Un jour, après une visite chez les Malempin, Tesson disparaît. On ne saura jamais dans quelles circonstances ni ce qu'il est advenu de cet usurier antipathique. Interrogée par les gendarmes, la mère Malempin triche dans l'une de ses réponses, au vu et au su d'Édouard. Celui-ci est confié à sa tante Élise, vers qui il se sent attiré, pendant les semaines où la justice enquête auprès de ses parents. L'affaire tourne court et Édouard poursuivra ses classes à Saint-Jean-d'Angély. Il habite dès lors chez sa tante qui, grâce à son héritage, cherche à lui préparer un avenir. 
Élise finit par se remarier avec un homme qui la maltraite au point qu'elle en devient folle et meurt à l'asile. Peu après, c'est la mort du père d'Édouard qui laisse la famille dans la misère. Toutefois, grâce à la prévoyance d'Élise, une bourse permettra à Édouard de continuer ses études. 
Le journal de Malempin s'achève avec la guérison de Bilot et une nouvelle visite à l'hôpital, avant les vacances promises.

## Aspects particuliers du roman
Récit à la première personne sous forme d’un journal où alternent souvenirs d’enfance et événements actuels, ces derniers centrés sur la maladie du fils du narrateur. Quant aux souvenirs de Malempin, ils font une large part aux démêlés d’origine familiale.

## Fiche signalétique de l'ouvrage

### Cadre spatio-temporel

#### Espace
Paris. Références à Arcey et à Saint-Jean-d’Angély (Charente-Maritime).

#### Temps
Époque contemporaine.

### Les personnages

#### Personnage principal
Édouard Malempin. Médecin dans un hôpital de Paris. Marié, deux fils de 11 et 8 ans. Âge mûr.

#### Autres personnages
- Jérôme, dit Bilot, second fils de Malempin
- Jeanne, son épouse
- Arthur Malempin, le père d’Édouard, fermier à Arcey
- Françoise, sa mère (elle a 32 ans dans les souvenirs rapportés par Edouard)
- Guillaume, frère cadet d’Édouard
- Tesson, oncle de Françoise Malempin, ancien avoué
- Élise, épouse de Tesson, du même âge que Françoise.

## Éditions
- Prépublication des deux premiers chapitres dans le trimestriel Les Cahiers du Nord (Charleroi), n° 2-3, 1939
- Édition originale : Gallimard, 1940
- Tout Simenon, tome 22, Omnibus, 2003  (ISBN 978-2-258-06107-1)
- Folio Policier n° 477, 2007  (ISBN 978-2-07-034647-9)
- Pedigree et autres romans, Gallimard, Bibliothèque de la Pléiade, n° 553, 2009  (ISBN 978-2-07-011798-7)
- Romans durs, tome 4, Omnibus, 2012  (ISBN 978-2-258-09358-4)
- Romans durs, tome 4, Omnibus, 2023  (ISBN 978-2-258-20261-0)

## Source
- Maurice Piron, Michel Lemoine, L'Univers de Simenon, guide des romans et nouvelles (1931-1972) de Georges Simenon, Presses de la Cité, 1983, p. 92-93  (ISBN 978-2-258-01152-6)